# Principato di Niscemi
Il Principato di Niscemi fu uno stato feudale esistito in Sicilia nel XVII secolo, della famiglia Branciforte. Il suo territorio corrispondeva all'odierno comune di Niscemi, in provincia di Caltanissetta. Dal 1661, il titolo di Principe di Niscemi fu posseduto dai Valguarnera.

## Storia
La terra baronale di Niscemi, facente parte del territorio della Contea di Mazzarino, nel Val di Noto, venne abitata a seguito di licentia populandi concessa dal Viceré di Sicilia il 30 giugno 1626 alla contessa Giovanna Branciforte Lanza, vedova del Conte Giovanni, per il figlio Giuseppe, fondandovi un borgo denominato Santa Maria di Niscemi, e sul quale, per privilegio dato dal re Filippo IV di Spagna il 25 marzo 1627, esecutoriato il 18 maggio dell'anno medesimo, ottenne il titolo di principe.
Il 25 giugno 1661, il Branciforte vendette il titolo di Principe di Niscemi a Vitale Valguarnera, duca dell'Arenella, per 1.600 onze, mentre il relativo feudo veniva ridotto a rango di signoria e reintegrato alla Contea di Mazzarino. Con l'acquisizione del titolo di Principe di Niscemi da parte dei Valguarnera, fiorì un nuovo ramo della famiglia, che vanta tra i suoi più illustri esponenti, il patriota e garibaldino Corrado Valguarnera Tomasi, VIII principe di Niscemi, che fu anche senatore del Regno d'Italia. 
Il titolo di Principe di Niscemi e quello sussidiario di Duca dell'Arenella, furono legalmente riconosciuti dall'ordinamento del Regno d'Italia con D.M. del 27 maggio 1903, al principe Giuseppe Valguarnera Favara.

## Cronotassi dei Principi di Niscemi

### Periodo feudale
- Giuseppe Branciforte Branciforte (1627-1661)

### Periodo post-feudale
- Vitale Valguarnera Lanza (1661-1677)
- Giuseppe Valguarnera Starrabba (1677-1721)
- Vitale Valguarnera Branciforte (1721-1776)
- Salvatore Valguarnera La Grua (1776-1786)
- Corrado Valguarnera Cottone (1786-1833)
- Giuseppe Valguarnera Ruffo (1833-1879)
- Corrado Valguarnera Tomasi (1879-1903)
- Giuseppe Valguarnera Favara (1903-?)
- Corrado Valguarnera Mantegna (?-1945)